# ستانفورد وايت
ستانفورد وايت (بالإنجليزية: Stanford White)‏ هو مهندس معماري ورسام أمريكي، ولد في 9 نوفمبر 1853 في نيويورك في الولايات المتحدة، وتوفي في 25 يونيو 1906 في مانهاتن في الولايات المتحدة.

## معرض صور

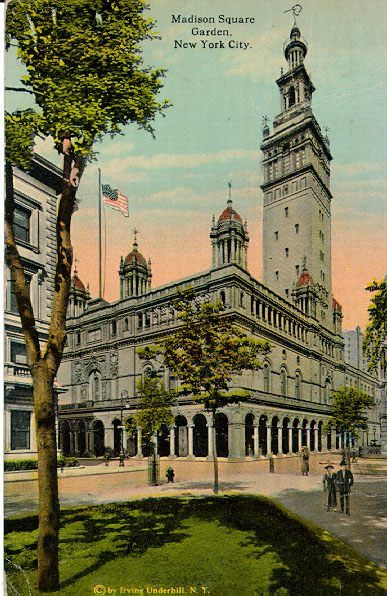
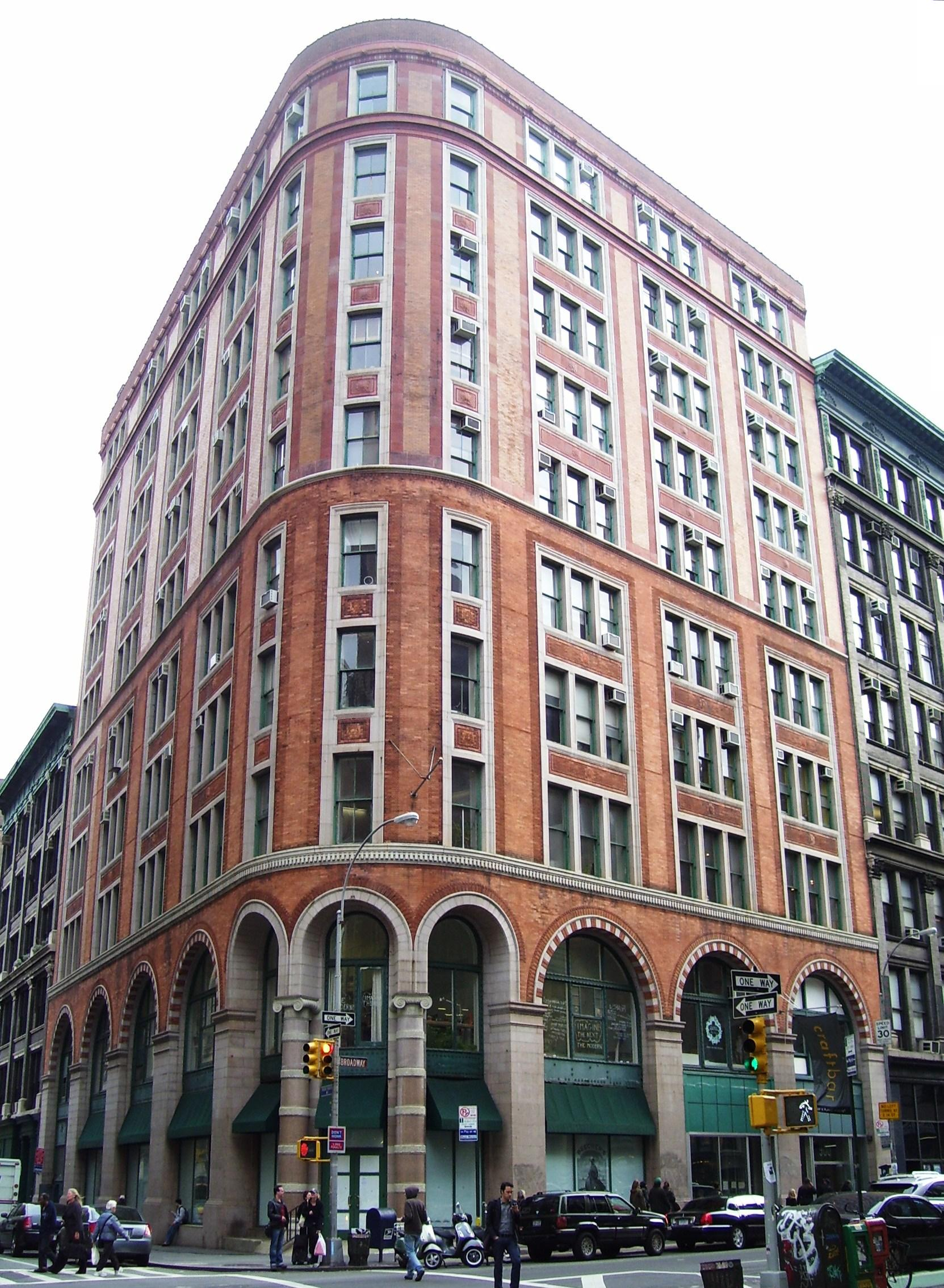
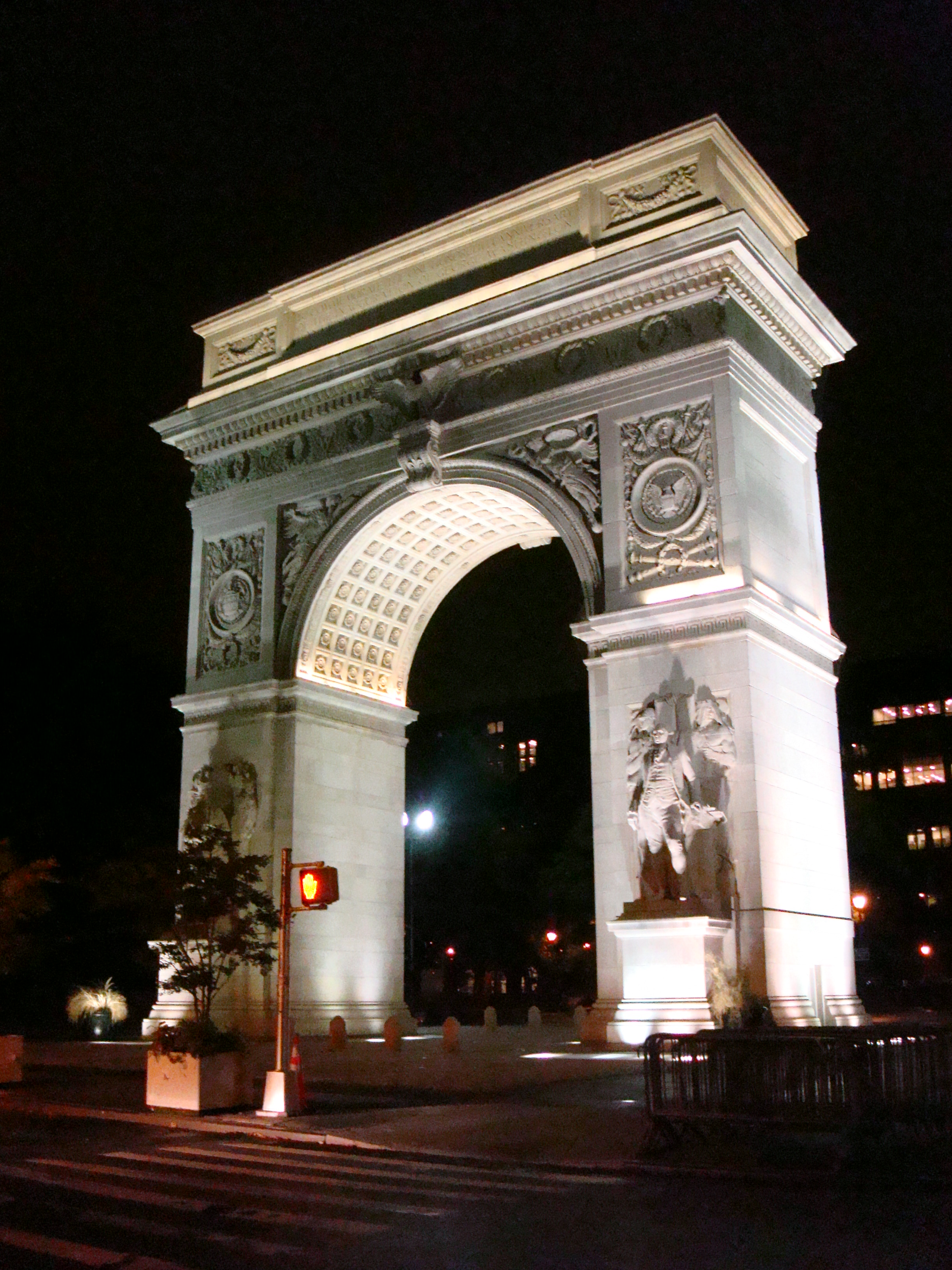
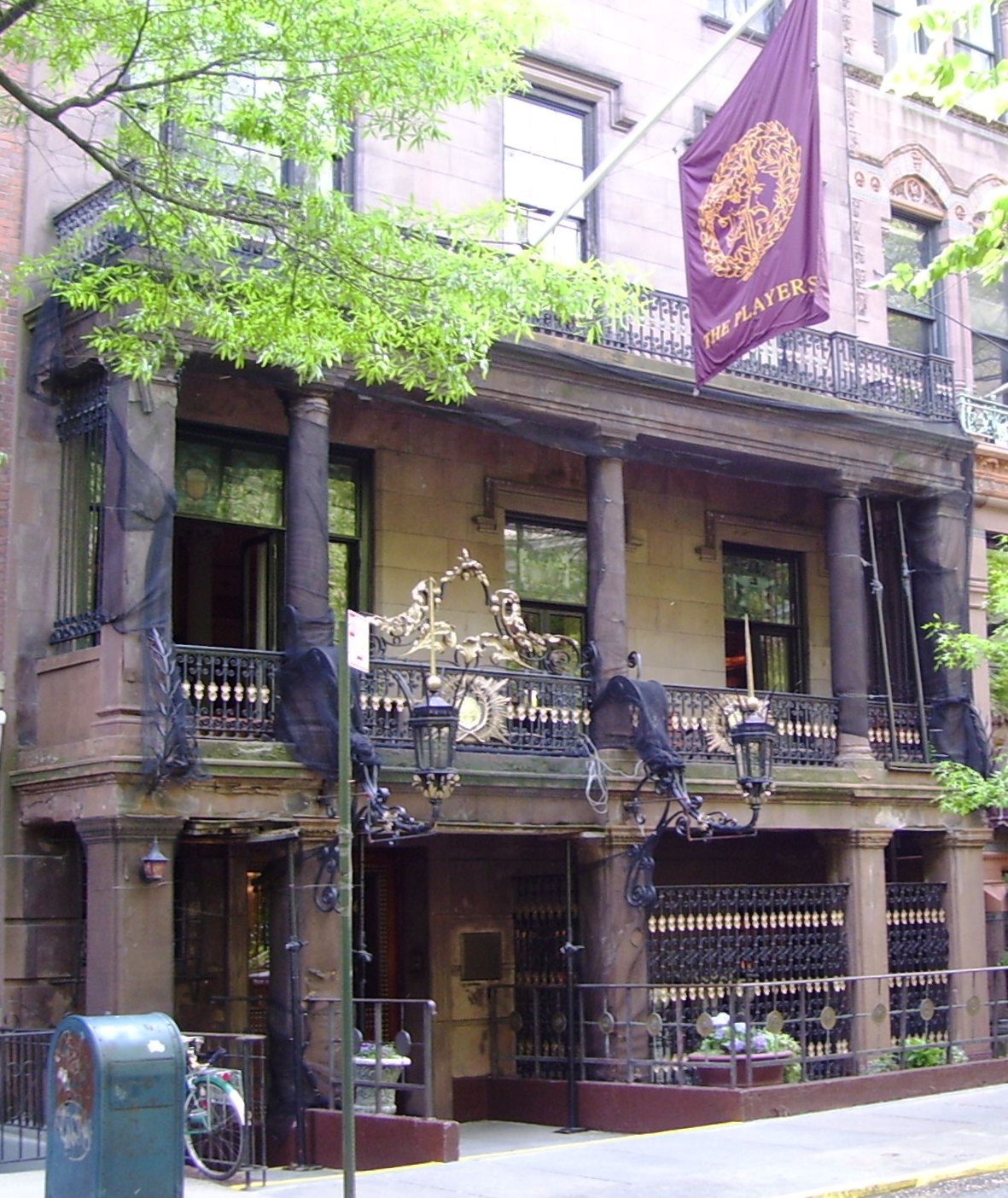
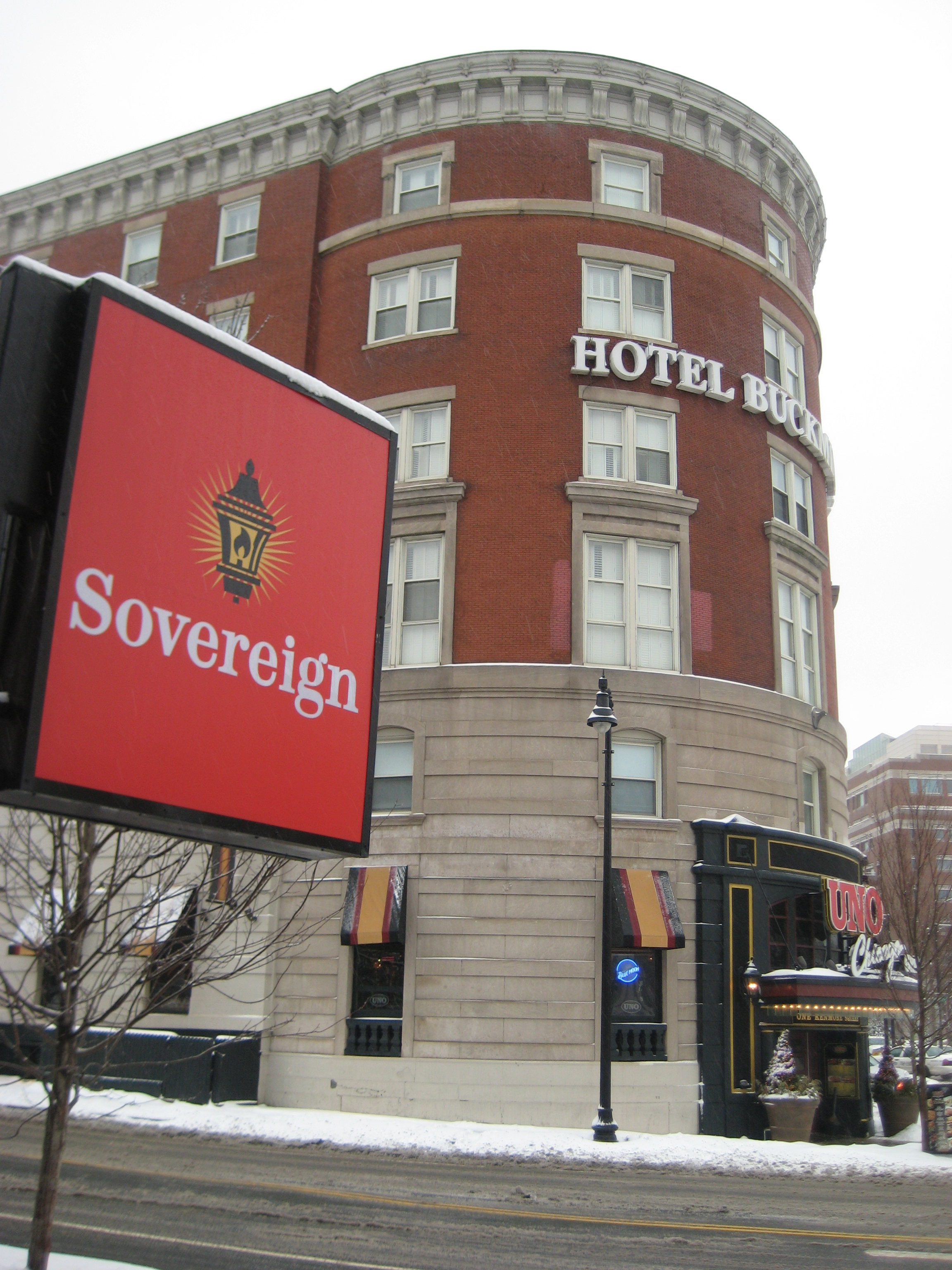

## وصلات خارجية
- ستانفورد وايت على موقع الموسوعة البريطانية (الإنجليزية)
- ستانفورد وايت على موقع قاعدة بيانات برودواي على الإنترنت (الإنجليزية)